# Cabo Hallett
El cabo Hallett es una zona libre de nieve, un oasis antártico en el extremo norte de la península Hallett en la costa del mar de Ross en la Tierra de Victoria, Antártida Oriental. El cabo Adare se encuentra a 100 km (unas 62 millas) al norte.

## Historia
En 1956, durante la Operación Deep Freeze II, el USS Arneb fue dañado por una capa de hielo en el cabo Hallett.

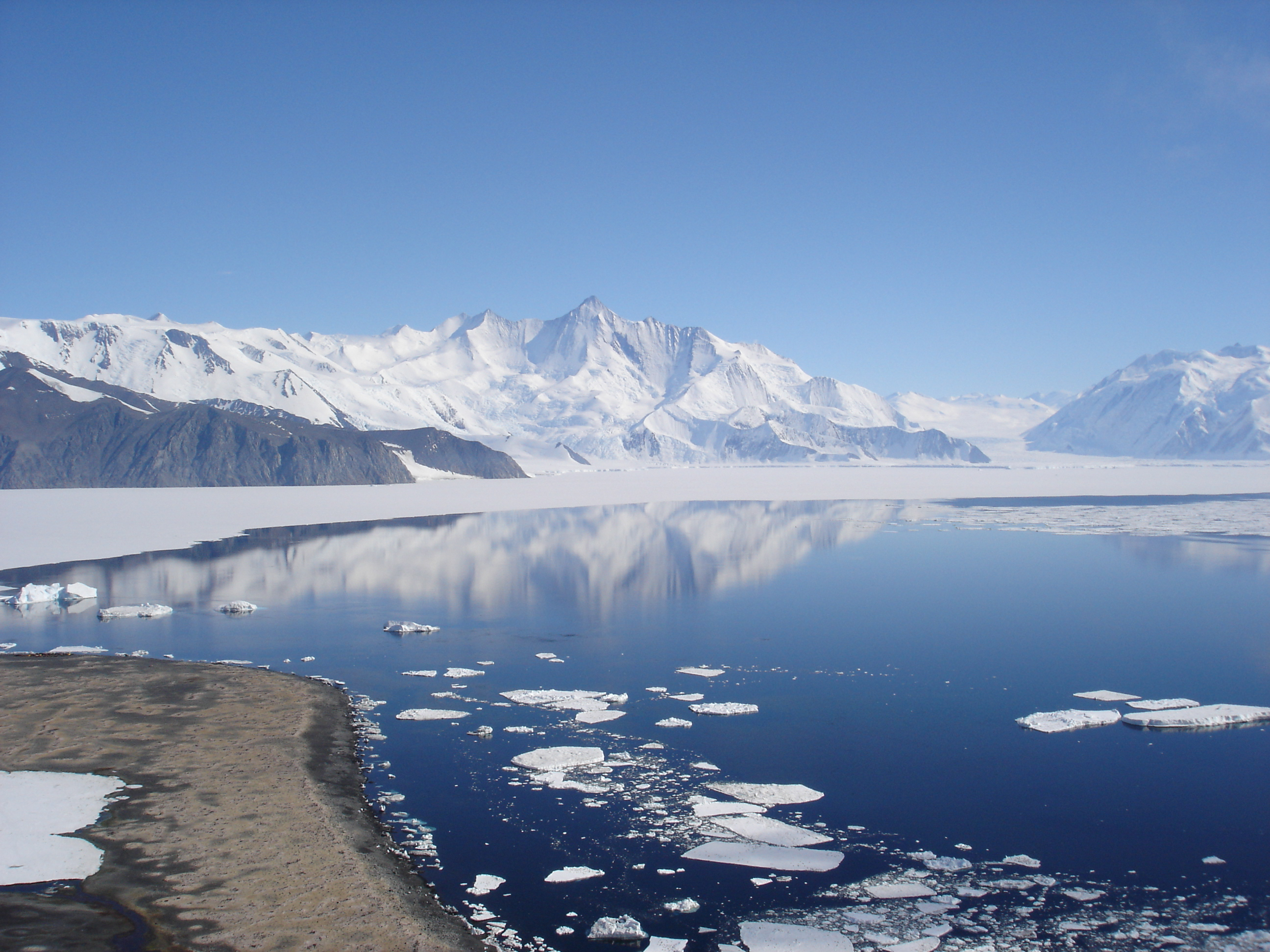
Monte Herschel de 3335 m en las montañas del Almirantazgo vistas desde el cabo Hallett.

El cabo fue la ubicación de una base científica conjunta, la Base Cabo Hallett, entre los Estados Unidos y Nueva Zelanda durante el Año Geofísico Internacional de 1957, y estuvo ocupada permanentemente hasta 1964, cuando hubo un gran incendio. Más adelante se usó como base de verano solo hasta 1973. En la actualidad, el sitio está siendo rehabilitado mediante la eliminación de materiales peligrosos: combustible y aceite almacenados en varios tanques de gran tamaño. Se trata de un proyecto en curso que tardará varios años en completarse.

## Zona Antártica Especialmente Protegida
Un área de 74 ha está protegida bajo el Sistema del Tratado Antártico como Zona Antártica Especialmente Protegida (ZAEP) n.º 106 porque contiene hábitats con una variedad rica y diversa de comunidades de plantas que son los ejemplos más extensos y representativos conocidos en el extremo norte del gradiente latitudinal de la Tierra de Victoria y el mar de Ross. Las estudios han registrado 18 especies de líquenes y cinco especies de musgos, dominadas por Bryum subrotundifolium. Los animales que se encuentran en el sitio incluyen, además cuatro especies de ácaros y tres de los colémbolos, colonias reproductoras de skúas polares del sur y pingüinos adelaida.

### Colonia de pingüinos adelaida
Una gran colonia de pingüinos adelaida ocupa Seabee Hook, en el lado oeste de la península Hallett, entre la bahía Moubray y la ensenada Edisto. La historia del impacto humano en la colonia a través de la ocupación de la estación Hallett y el posterior cierre de la estación, junto con la disponibilidad de datos históricos confiables sobre el tamaño de la población de la colonia, hacen que el sitio sea único e ideal para el estudio de los impactos y recuperación de la colonia después de perturbaciones sustanciales del ecosistema.